# Анкоума
Аконума (ісп. Ancohuma) — друга або третя за висотою гора Болівії, розташована на півночі хребта Кордильєра-Реаль, частині андійського масиву Кордильєра-Сентраль, на схід від озера Тітікака. Знаходиться на південь від гори Іямпу, біля міста Сората. Хоча гора дещо вища за Іямпу, Аконума легша для сходження. Перше сходження було здайснене в 1919 році, Рудольфом Дінст і Адольфом Шульце.